# Ficus condita
Espèce
Ficus condita est une espèce fossile de gastéropodes marins de la famille des Ficidae

## Historique
L'espèce Ficus condita est décrite en 1823 par le paléontologue Adolphe Brongniart sous le protonyme Pyrula condita et Ficula condita,.

### Fossiles
Selon Paleobiology Database en 2025, cette espèce Ficus condita a douze collections référencées de fossiles. Ces collections sont du Rupélien de l'Oligocène au Miocène supérieur, c'est-à-dire datent de 33,9 à 5,33 Ma avant notre ère.

### Répartition
Selon Paleobiology Database en 2025, les collections de fossiles de l'espèce Ficus condita proviennent :
- pour l'Oligocène, une collection d'Israël, deux de Birmanie, une du Pakistan ;
- pour le Miocène, trois collections de France, une d'Allemagne, une de Pologne, une de Roumanie, une de Slovaquie, une d'Afrique-du-Sud.

### Genre
Ficula étant souvent considéré comme un sous-genre de Pyrula, l'espèce est alors nommée Pyrula (Ficula) condita.